# Dieudonné Mouyouma
Thierry Dieudonné Mouyouma (Franceville, 27 settembre 1975) è un allenatore di calcio ed ex calciatore gabonese, di ruolo difensore, commissario tecnico della nazionale gabonense.

## Carriera

### Club
Nel 1994, dopo aver militato al Mangasport, si è trasferito al FC 105 Libreville. Nel 1998 si è trasferito all'Étoile du Sahel. Nel 1999 è passato al Médenine. Nel gennaio 2000 è stato acquistato dallo Stade Reims. Nell'estate 2000 si è trasferito al Canon Yaoundé. Nel 2001 è stato acquistato dal Leixões. Nella stagione 2002-2003 ha militato nel Felgueiras. Nel 2003 è passato al Wits University. Nel 2005 è stato ingaggiato dall'Ajax Cape Town. Nel 2006 è tornato al FC 105 Libreville, per poi trasferirsi al Busaiteen Club, con cui ha concluso la propria carriera.

### Nazionale
Ha debuttato in Nazionale il 26 novembre 1995, nell'amichevole Gabon-Camerun (1-2). Ha partecipato, con la Nazionale, alla Coppa d'Africa 2000. Ha collezionato in totale, con la maglia della Nazionale, 32 presenze.

## Statistiche

### Cronologia presenze e reti in Nazionale
| Cronologia completa delle presenze e delle reti in nazionale ― Gabon | Cronologia completa delle presenze e delle reti in nazionale ― Gabon | Cronologia completa delle presenze e delle reti in nazionale ― Gabon | Cronologia completa delle presenze e delle reti in nazionale ― Gabon | Cronologia completa delle presenze e delle reti in nazionale ― Gabon | Cronologia completa delle presenze e delle reti in nazionale ― Gabon | Cronologia completa delle presenze e delle reti in nazionale ― Gabon | Cronologia completa delle presenze e delle reti in nazionale ― Gabon |
| Data                                                                 | Città                                                                | In casa                                                              | Risultato                                                            | Ospiti                                                               | Competizione                                                         | Reti                                                                 | Note                                                                 |
| -------------------------------------------------------------------- | -------------------------------------------------------------------- | -------------------------------------------------------------------- | -------------------------------------------------------------------- | -------------------------------------------------------------------- | -------------------------------------------------------------------- | -------------------------------------------------------------------- | -------------------------------------------------------------------- |
| 26-11-1995                                                           | Libreville                                                           | Gabon                                                                | 1 – 2                                                                | Camerun                                                              | Amichevole                                                           | -                                                                    |                                                                      |
| 26-05-1996                                                           | Libreville                                                           | Gabon                                                                | 0 – 1                                                                | Costa d'Avorio                                                       | Amichevole                                                           | -                                                                    |                                                                      |
| 27-04-1997                                                           | Accra                                                                | Ghana                                                                | 3 – 0                                                                | Gabon                                                                | Qual. Mondiali 1998                                                  | -                                                                    |                                                                      |
| 22-06-1997                                                           | Yaoundé                                                              | Camerun                                                              | 2 – 2                                                                | Gabon                                                                | Qual. Coppa d'Africa 1998                                            | -                                                                    |                                                                      |
| 13-07-1997                                                           | Libreville                                                           | Gabon                                                                | 1 – 0                                                                | Kenya                                                                | Qual. Coppa d'Africa 1998                                            | -                                                                    |                                                                      |
| 27-07-1997                                                           | Libreville                                                           | Gabon                                                                | 1 – 1                                                                | Namibia                                                              | Qual. Coppa d'Africa 1998                                            | -                                                                    |                                                                      |
| 04-10-1998                                                           | Libreville                                                           | Gabon                                                                | 2 – 0                                                                | Mauritius                                                            | Qual. Coppa d'Africa 2000                                            | -                                                                    | 30’                                                                  |
| 24-01-1999                                                           | Luanda                                                               | Angola                                                               | 3 – 1                                                                | Gabon                                                                | Qual. Coppa d'Africa 2000                                            | -                                                                    |                                                                      |
| 06-06-1999                                                           | Libreville                                                           | Gabon                                                                | 3 – 1                                                                | Angola                                                               | Qual. Coppa d'Africa 2000                                            | -                                                                    | 72’                                                                  |
| 20-06-1999                                                           | Les Avirons                                                          | Mauritius                                                            | 2 – 2                                                                | Gabon                                                                | Qual. Coppa d'Africa 2000                                            | -                                                                    |                                                                      |
| 28-11-1999                                                           | Libreville                                                           | Gabon                                                                | 3 – 2                                                                | Burkina Faso                                                         | Amichevole                                                           | -                                                                    |                                                                      |
| 06-01-2000                                                           | Il Cairo                                                             | Egitto                                                               | 4 – 0                                                                | Gabon                                                                | Amichevole                                                           | -                                                                    |                                                                      |
| 23-01-2000                                                           | Kumasi                                                               | Sudafrica                                                            | 3 – 1                                                                | Gabon                                                                | Coppa d'Africa 2000                                                  | -                                                                    |                                                                      |
| 29-01-2000                                                           | Kumasi                                                               | Gabon                                                                | 1 – 3                                                                | Algeria                                                              | Coppa d'Africa 2000                                                  | -                                                                    |                                                                      |
| 02-02-2000                                                           | Accra                                                                | Gabon                                                                | 0 – 0                                                                | RD del Congo                                                         | Coppa d'Africa 2000                                                  | -                                                                    |                                                                      |
| 22-04-2000                                                           | Libreville                                                           | Gabon                                                                | 1 – 0                                                                | Madagascar                                                           | Qual. Mondiali 2002                                                  | -                                                                    |                                                                      |
| 02-09-2000                                                           | Libreville                                                           | Gabon                                                                | 2 – 0                                                                | Marocco                                                              | Qual. Coppa d'Africa 2002                                            | -                                                                    | 87’                                                                  |
| 07-10-2000                                                           | Tunisi                                                               | Tunisia                                                              | 4 – 2                                                                | Gabon                                                                | Qual. Coppa d'Africa 2002                                            | -                                                                    |                                                                      |
| 02-06-2001                                                           | Libreville                                                           | Gabon                                                                | 1 – 1                                                                | Tunisia                                                              | Qual. Coppa d'Africa 2002                                            | -                                                                    |                                                                      |
| 16-06-2001                                                           | Fès                                                                  | Marocco                                                              | 0 – 1                                                                | Gabon                                                                | Qual. Coppa d'Africa 2002                                            | -                                                                    |                                                                      |
| 07-09-2002                                                           | Libreville                                                           | Gabon                                                                | 0 – 1                                                                | Marocco                                                              | Qual. Coppa d'Africa 2004                                            | -                                                                    |                                                                      |
| 12-10-2003                                                           | Bujumbura                                                            | Burundi                                                              | 0 – 0                                                                | Gabon                                                                | Qual. Mondiali 2006                                                  | -                                                                    |                                                                      |
| 15-11-2003                                                           | Libreville                                                           | Gabon                                                                | 4 – 1                                                                | Burundi                                                              | Qual. Mondiali 2006                                                  | -                                                                    |                                                                      |
| 05-09-2004                                                           | Annaba                                                               | Algeria                                                              | 0 – 3                                                                | Gabon                                                                | Qual. Mondiali 2006                                                  | -                                                                    |                                                                      |
| 09-10-2004                                                           | Libreville                                                           | Gabon                                                                | 1 – 1                                                                | Nigeria                                                              | Qual. Mondiali 2006                                                  | -                                                                    |                                                                      |
| 26-03-2005                                                           | Port Harcourt                                                        | Nigeria                                                              | 2 – 0                                                                | Gabon                                                                | Qual. Mondiali 2006                                                  | -                                                                    |                                                                      |
| 05-06-2005                                                           | Harare                                                               | Zimbabwe                                                             | 1 – 0                                                                | Gabon                                                                | Qual. Mondiali 2006                                                  | -                                                                    |                                                                      |
| 18-06-2005                                                           | Libreville                                                           | Gabon                                                                | 3 – 0                                                                | Ruanda                                                               | Qual. Mondiali 2006                                                  | -                                                                    | 77’                                                                  |
| 04-09-2005                                                           | Luanda                                                               | Angola                                                               | 3 – 0                                                                | Gabon                                                                | Qual. Mondiali 2006                                                  | -                                                                    |                                                                      |
| 08-10-2005                                                           | Port-Gentil                                                          | Gabon                                                                | 0 – 0                                                                | Algeria                                                              | Qual. Mondiali 2006                                                  | -                                                                    | 27’                                                                  |
| 15-08-2006                                                           | Aix-en-Provence                                                      | Algeria                                                              | 0 – 2                                                                | Gabon                                                                | Amichevole                                                           | -                                                                    |                                                                      |
| 02-09-2006                                                           | Libreville                                                           | Gabon                                                                | 4 – 0                                                                | Madagascar                                                           | Qual. Coppa d'Africa 2008                                            | -                                                                    |                                                                      |
| Totale                                                               |                                                                      | Presenze                                                             | 32                                                                   |                                                                      | Reti                                                                 | 0                                                                    |                                                                      |